# Spotlight (Jennifer Hudson)
Spotlight è una canzone R&B scritta e prodotta da Ne-Yo e dal team di produzione norvegese Stargate per il primo album di Jennifer Hudson. La canzone è stata resa disponibile per il download digitale il 10 giugno 2008, come primo singolo estratto dall'album.

## Tracce
1. Spotlight (Album Version) - 4:11
2. Spotlight (Instrumental) – 4:11
3. Spotlight (Call Out Hook) – 0:11

## Versioni ufficiali e remix
- Johnny Vicious Club Mix – 9:30
- Johnny Vicious Warehouse Dub - 7:11
- Moto Blanco Club Mix – 7:56
- Moto Blanco Dub - 6:58
- Moto Blanco Radio Edit - 4:05
- Quentin Harris Dark Collage Club Mix – 11:31
- Spotlight (Part 2) (featuring Young Jeezy) - 5:07
- Remix (featuring Rick Ross) - 4:13

## Il video
Il video prodotto da Spotlight è stato diretto da Chris Robinson, e presentato in anteprima il 24 giugno 2008.. Nel video compare l'attore Ryan Gentles interprete il ruolo dell'interesse sentimentale della Hudson..

## Classifiche internazionali
| Classifica (2008)                     | Posizione più alta |
| ------------------------------------- | ------------------ |
| Australia                             | 96                 |
| Canada                                | 69                 |
| Europa                                | 18                 |
| Giappone                              | 15                 |
| Turchia                               | 12                 |
| Regno Unito                           | 11                 |
| U.S. Billboard Hot 100                | 24                 |
| U.S. Billboard Pop 100                | 56                 |
| U.S. Billboard Hot R&B/Hip-Hop Songs  | 1                  |
| U.S. Billboard Mainstream R&B/Hip-Hop | 5                  |
| U.S. Billboard Hot Adult R&B Airplay  | 1                  |
| U.S. Billboard Hot Dance Club Play    | 8                  |